# KBA-118
KBA-118 (ukrajinsky КБА-118) je ukrajinský pěchotní minomet ráže 60 mm, zkonstruovaný konstrukční kanceláří Dělostřelecké zbraně (ukrajinsky Артилерійське озброєння). Je určen k boji s nepřátelskou živou silou a ničení materiálu.

## Popis
Zbraň byla vyvinuta konstrukční kanceláří Dělostřelecké zbraně, součástí koncernu Ukroboronprom. Veřejnosti byla porvé představena na kyjevské výstavě „Zbraně a bezpečnost 2013“ (ukrajinsky Зброя та безпека 2013).
Za zmínku stojí, že hmotnost tohoto minometu je menší než hmotnost automatického granátometu AGS-17.

## Uživatelé
KBA-118 je ve výzbroji různých ukrajinských speciálních jednotek a o tyto zbraně projevili zájem i zahraniční zákazníci.
V dubnu 2022 vstoupily tyto minomety do služeb běloruského praporu pojmenovaného po Kastusi Kalinovském.